# Quiina tessmannii
Quiina tessmannii är en tvåhjärtbladig växtart som beskrevs av Gottfried Wilhelm Johannes Mildbraed. Quiina tessmannii ingår i släktet Quiina och familjen Ochnaceae. Inga underarter finns listade i Catalogue of Life.